# Nonna Polakowa
Nonna Polakowa z domu Szyjanowa (ros. Нонна Полякова (Шиянова), ur. 5 sierpnia 1930 we Władywostoku, zm. w marcu 1999 tamże) – radziecka lekkoatletka, sprinterka, mistrzyni Europy z 1958.
Zwyciężyła w sztafecie 4 × 100 metrów na mistrzostwach Europy w 1958 w Sztokholmie (radziecka sztafeta biegła w składzie: Wira Krepkina, Linda Kepp, Polakowa i Walentina Masłowska). Polakowa wystąpiła również w indywidualnym biegu na 100 metrów, w którym odpadła w półfinale.
Była mistrzynią ZSRR w sztafecie 4 × 100 metrów w 1958, wicemistrzynią w tej konkurencji w 1959 oraz brązową medalistką na tym dystansie w 1952 i 1954. Była również brązową medalistką mistrzostw ZSRR w biegu na 100 metrów w 1959 i w sztafecie 4 × 200 metrów w 1960. Zdobyła mistrzostwo USRR w biegu na 100 metrów w 1961 oraz w biegu na 200 metrów w 1961 i 1963.
Ustanowiła rekord ZSRR w sztafecie 4 × 100 metrów wynikiem 44,8 s (18 lipca 1959 w Filadelfii).
Rekordy życiowe Polakowej:
| Konkurencja        | Data i miejsce            | Wynik |
| ------------------ | ------------------------- | ----- |
| bieg na 100 metrów | 27 czerwca 1959, Warszawa | 11,5  |
| bieg na 200 metrów | 10 lipca 1959, Filadelfia | 24,0  |